# Raymond Passello
Raymond Passello (né le 12 janvier 1905 à Genève et mort en 1987) fut un joueur de football international suisse, qui évoluait en tant qu'attaquant.

## Biographie
Durant sa carrière de club, il évolue dans le club du championnat suisse du Servette FC, lorsque l'entraîneur suisse Heini Müller le convoque pour participer à la coupe du monde 1934 en Italie, où la sélection parvient jusqu'en quart-de-finale.